# Boarnsterhim
Boarnsterhim (neerlandeză Boornsterhem) a fost o comună în provincia Frizia, Țările de Jos. 

## Localități componente
Akkrum, Aldeboarn (Oldeboorn), Dearsum (Deersum), Eagum (Aegum), Friens, Grou (Grouw), Idaerd (Idaard), Jirnsum (Irnsum), Nes, Poppenwier (Poppingawier), Raerd (Rauwerd), Reduzum (Roordahuizum), Sibrandabuorren (Sijbrandaburen), Terherne(Terhorne), Tersoal (Terzool), Warstiens, Warten (Wartena), Wergea (Warga).